# بحيرة إيناواشيرو
بحيرة إيناواشيرو، (بحيرة إينايو كو ) هي رابع أكبر بحيرة في اليابان، تقع في وسط محافظة فوكوشيما، جنوب جبلبانداي.  تُعرف أيضًا باسم «بحيرة المرآة السماوية» (بحيرة تينكيوكو ).  تقع البحيرة داخل حدود حديقة بانداي اساهيالوطنية.  تبلغ مساحتها 104 كيلومترات مربعة (40 ميل مربع) ، ومحيطها 63 كيلومترًا (39 ميلاً) ، وعمق 94 مترًا (308 قدمًا) وتقع على ارتفاع 514 مترًا (1,686 قدمًا). في الشتاء يهاجر البجع إلى شواطئ البحيرة ويبقى هناك حتى الربيع.

## التاريخ
تكونت بحيرة إيناواشيرو من تقريباً 30-40.000 سنة عندما تم سد منخفض تكتوني لوجود ثوران بركاني كبير وتدفق الحمم البركانية من جبل بانداي.الماء هو حمضي مع قيمة pH تقارب 5.0 ولديه درجة عالية من الشفافية.كان منسوب المياه أقل بشكل ملحوظ خلال وجود جومون حيث تم العثور على الكثير من القطع الأثرية وقطع السيراميك في الخارج .
تعد مياه البحيرة مصدرًا مهمًا للري في منطقة ايزو في غرب محافظة فوكوشيما.تم الانتهاء من قناة الري خلال فترة إيدو بيرود وأخرين . قناة أساكا كانال، في عام 1882. تم اكتمال القناة ثالثة في عام 1915 لتزويد مدينة كوريا بالماء الشرب والصناعية. توفر المياه أيضًا العديد من محطات الطاقة الكهرومائية. تعد البحيرة أيضًا من المعالم السياحية والترفيهية الهامة في محافظة فوكوشيما.

## الملاحظات
- تاكيدا، تورو ؛  هيشينوما، توميو ؛  كامييدا، كينويو ؛  دايل، لي.  تشيويتشي، اوغو، (10 أغسطس 1988) .مرحبًا!  فوكوشيما - كتاب دليل التبادل الدولي (طبعة عام 1988) ، مدينة فوكوشيما: مطبعة فوكوشيما ميمبو
- قاعدة بيانات بحيرة العالم

## روابط خارجية
- Iجمعية إيناواشيرو السياحية نسخة محفوظة 21 مايو 2022 على موقع واي باك مشين.
- بحيرة إيناواشيرو (دليل السفر الياباني)
- بحيرة إيناواشيرو (قم بزيارة AIZU)